# 顧鋐
顧鋐（1603年3月23日—1644年），號青城，四川成都府成都縣人，明朝政治人物。習《易經》。

## 生平
崇禎六年（1633年），顧鋐中式癸酉科四川鄉試舉人，崇禎十年（1637年）丁丑科會試中式進士，都察院觀政，授行人司行人，改任兵科署科事給事中。
崇禎十七年（1644年），李自成破京師，顧鋐自刎未死，被執，受盡拷打，大罵而死。福王時，為旌忠祠附祀文臣。

## 家族
曾祖顧紹裕，祖顧遍，父顧存仁。